# Margaret Campbell Geddes
Titre
Épouse du prétendant
au trône de Hesse-Darmstadt
17 novembre 1937 – 30 mai 1968
(30 ans, 6 mois et 3 jours)
Margaret Campbell Geddes, grande-duchesse titulaire de Hesse-Darmstadt, est née le 18 mars 1913 à Dublin (alors au Royaume-Uni) et morte le 26 janvier 1997 à Wolfsgarten (en Allemagne). Fille du diplomate britannique Auckland Geddes et épouse du grand-duc titulaire Louis de Hesse-Darmstadt, elle est une personnalité anglo-allemande.

## Famille
Margaret Campbell Geddes est la fille du diplomate Auckland Geddes (1879-1954), 1er baron Geddes, et de son épouse Isabella Gamble Ross. Elle est également la nièce de l'homme politique Eric Geddes (1875-1937) et du docteur Alexandra Mary Geddes (en) (1872-1936), ainsi que la grand-tante de l'homme politique Euan Geddes (né en 1937).
Le 17 novembre 1937, Margaret épouse, à Londres, le grand-duc titulaire Louis de Hesse-Darmstadt (1908-1968), fils du grand-duc Ernest-Louis de Hesse-Darmstadt (1868-1937) et de sa seconde femme Éléonore de Solms-Hohensolms-Lich (1871-1937).
Sans enfant, Margaret et Louis adoptent leur nièce orpheline, la princesse Johanna de Hesse-Darmstadt (1936-1939).

## Biographie

### Jeunesse
Fille de l'homme politique et diplomate Auckland Geddes, Margaret grandit entre le Royaume-Uni et les États-Unis, où son père est ambassadeur de 1920 à 1924.

### Fiançailles et mariage
En 1936, la jeune femme rencontre le prince Louis de Hesse-Darmstadt à l'occasion des Jeux olympiques d'hiver, qui se tiennent à Garmisch-Partenkirchen, en Allemagne. Rapidement, les deux jeunes gens tombent amoureux et se fiancent. D'abord prévu le 23 octobre 1937, leur mariage est cependant repoussé à cause du décès du grand-duc Ernest-Louis de Hesse-Darmstadt, père de Louis. La cérémonie se tient finalement dans des circonstances dramatiques, le 17 novembre 1937. La veille, un accident aérien cause la mort de l'ensemble de la famille de Louis, partie de Darmstadt pour assister au mariage à Londres.
Cet événement tragique place Louis et Margaret à la tête de la maison de Hesse-Darmstadt. Il les conduit, par ailleurs, à adopter leur nièce, la princesse Johanna, seule enfant survivante du dernier grand-duc de Hesse et du Rhin, Georges-Donatus de Hesse-Darmstadt, et de la princesse Cécile de Grèce. Malheureusement pour le couple, dont l'union reste stérile, la petite fille meurt d'une méningite le 14 juin 1939.

### Grande-duchesse titulaire de Hesse-Darmstadt
Installée à Wolfsgarten après son mariage, Margaret s'y consacre à la protection des arts. Coupée de sa famille durant la Seconde Guerre mondiale, elle s'implique dans le secours aux victimes des bombardements qui touchent la Hesse à la fin du conflit. 
En 1960, Margaret de Hesse-Darmstadt et son époux adoptent leur cousin, Maurice de Hesse-Cassel (1926-2013), fils du landgrave Philippe de Hesse-Cassel (condamné à l'issue de la Seconde Guerre mondiale par les forces alliées et emprisonné jusqu'en 1947 pour collaboration avec le régime hitlérien) et de la princesse Mafalda de Savoie (morte en déportation en 1944 à Buchenwald). Le landgrave Maurice de Hesse-Cassel devient ainsi l'héritier des Hesse-Darmstadt, qui n'ont pas d'enfant.
Margaret, d'origine britannique, contribue aux efforts de rapprochement entre la maison de Windsor et sa parentèle allemande. En 1964, son époux est ainsi choisi pour être parrain du prince Edward, benjamin des enfants de la reine Élisabeth II.

### Grande-duchesse douairière
En 1968, le prince Louis de Hesse-Darmstadt, grand-duc titulaire de Hesse et du Rhin (dit de Hesse-Darmstadt) meurt à l'âge de 59 ans. 
En 1981, Margaret est invitée aux noces du prince de Galles et de Diana Spencer. En 1993, c'est au tour du prince Charles d'être invité à Darmstadt à l'occasion des 80 ans de Margaret.
Margaret meurt le 26 janvier 1997. Elle est inhumée au côté de son époux à la nécropole de la maison de Hesse-Darmstadt à Rosenhöhe.

## Dans la culture populaire
Frédéric Mitterrand évoque la vie de Margaret et de son époux dans ses Mémoires d'exil (1999).

## Nécrologies
- (en) Philip Mansel, « Obituary: Princess Margaret of Hesse and the Rhine », The Independent,‎ 30 janvier 1997 (lire en ligne).
- (en) « The Princess of Hesse and the Rhine », The Herald,‎ 8 février 1997 (lire en ligne).